# Křižácká trilogie
Křižácká trilogie jsou tři historické romány švédského spisovatele Jana Guilloua sledující osudy fiktivní postavy Arna Magnussona od jeho narození až do smrti. Děj se odehrává převážně ve druhé polovině 12. století (s přesahem do století následujícího). Celé trilogie se prodalo více než 2 milióny výtisků a byla přeložena do více než 10 jazyků (angličtina, bulharština, čeština, dánština, nizozemština, estonština, finština, italština, katalánština, němčina, norština, polština, portugalština, španělština).
1. díl Cesta do Jeruzaléma (švédsky Vägen till Jerusalem, anglicky The Road to Jerusalem) sleduje osudy Arna Magnussona od narození až do doby jeho 17 let. Poprvé vyšla ve Švédsku v červenci 1998.
2. díl Templář (švédsky Tempelriddaren, anglicky The Knight Templar) sleduje osudy Arna Magnussona od jeho 27 let až do doby jeho návratu ze Svaté země. Poprvé vyšla ve Švédsku v červnu 1999.
3. díl Království na konci cesty (švédsky Riket vid vägens slut, anglicky The Kingdom at the End of the Road) sleduje osudy Arna Magnussona od roku 1192 až do jeho smrti. Poprvé vyšla ve Švédsku v lednu 2000.

## Vydání v češtině
- Cesta do Svaté země. Praha : Mladá fronta, 2001. 360 s. ISBN 80-204-0902-5.
- Cesta do Jeruzaléma. Praha : Argo, 2010. 328 s. ISBN 978-80-257-0310-6.
- Templář. Praha : Argo, 2010. 380 s. ISBN 978-80-257-0311-3.
- Království na konci cesty. Praha : Argo, 2011. 408 s. ISBN 978-80-257-0446-2.

## Filmové zpracování
Všechny tři díly Křižácké trilogie byly zpracovány ve filmech Arn – Templář (Arn - Tempelriddaren, 2007) a Arn – Království na konci cesty (Arn - Riket vid vägens slut, 2008). Hlavní roli Arna Magnussona ztvárnil v obou filmech švédský herec Joakim Nätterqvist.